# Lucas Jeannot
Pour les articles homonymes, voir Jeannot.
Lucas Jeannot, né le 12 avril 1993 à Gennevilliers, est un karatéka français.
Il remporte une médaille de bronze en kata par équipe aux Championnats d'Europe de karaté 2015, une médaille d'or aux Championnats d'Europe de karaté 2016 et une médaille d'argent en kata par équipe aux Championnats du monde de karaté 2016 et aux Championnats d'Europe de karaté 2017.